# العلاقات الرواندية الكورية الشمالية
العلاقات الرواندية الكورية الشمالية هي العلاقات الثنائية التي تجمع بين رواندا وكوريا الشمالية.

## مقارنة بين البلدين
هذه مقارنة عامة ومرجعية للدولتين:
| وجه المقارنة                                              | رواندا                                        | كوريا الشمالية                        |
| --------------------------------------------------------- | --------------------------------------------- | ------------------------------------- |
| المساحة (كم2)                                             | 26.34 ألف                                     | 120.54 ألف                            |
| عدد السكان (نسمة)                                         | 12.21 مليون                                   | 25.49 مليون                           |
| الكثافة السكانية (ن./كم²)                                 | 463.55                                        | 211.47                                |
| العاصمة                                                   | كيغالي                                        | بيونغيانغ                             |
| اللغة الرسمية                                             | اللغة الكينيارواندا، لغة إنجليزية، لغة فرنسية | لغة كوريا الشمالية القياسية ‏          |
| العملة                                                    | فرنك رواندي                                   | وون كوري شمالي                        |
| الناتج المحلي الإجمالي (بليون دولار)                      | 9.14 مليار                                    |                                       |
| الناتج المحلي الإجمالي (تعادل القوة الشرائية) بليون دولار | 20.46 مليار                                   |                                       |
| الناتج المحلي الإجمالي الاسمي للفرد دولار أمريكي          | 697                                           |                                       |
| الناتج المحلي الإجمالي للفرد دولار أمريكي                 | 1.66 ألف                                      |                                       |
| مؤشر التنمية البشرية                                      | 0.483                                         |                                       |
| رمز المكالمات الدولي                                      | +250                                          | +850                                  |
| رمز الإنترنت                                              | .rw                                           | .kp                                   |
| المنطقة الزمنية                                           | ت ع م+02:00                                   | ت ع م+08:30، ت ع م+08:30، ت ع م+09:00 |

## منظمات دولية مشتركة
يشترك البلدان في عضوية مجموعة من المنظمات الدولية، منها:
| علم المنظمة | اسم المنظمة              | تاريخ انضمام رواندا | تاريخ انضمام كوريا الشمالية |
| ----------- | ------------------------ | ------------------- | --------------------------- |
|             | يونسكو                   | 7 نوفمبر 1962       | 18 أكتوبر 1974              |
|             | الاتحاد البريدي العالمي  | ?                   | ?                           |
|             | الأمم المتحدة            | 18 سبتمبر 1962      | 17 سبتمبر 1991              |
|             | الاتحاد الدولي للاتصالات | 12 ديسمبر 1962      | ?                           |

## وصلات خارجية
- موقع وزارة الخارجية الرواندية
- موقع وزارة الخارجية الكورية الشمالية